# Керч (кон)
 Тази статия е за фронтовия кон.  За града вижте Керч.  
Керч (на башкирски: Кирич, Ҡорос) е фронтови кон от РККА, взел участие във Великата отечествена война 1941 – 1945 г.
Керч е единственият кон, завърнал се жив след цялата война. Бойният му път зпочва през 1942 г. Като служещ в 112-а башкирска кавалерийска дивизия той воюва от Урал до Берлин, като е раняван два пъти. Демобилизиран е и по лична заповед на Семьон Будьони е върнат в родното си село Илчигулово в Миякински район на Република Башкортостан през 1947 г. Под ръководството на Харис Юсупов той работи в колхоза „Болшевик“ в района на Миякински и е почетен гост на областния Сабантуй (ежегоден национален празник на края на пролетната полска работа при татари и башкири). Живял е общо 23 години. За местните жители той става символ на националния подвиг и героизъм в годините на войната и единственият оцелял от дивизията кон. Всички останали живи коне са откомандировани в колхозите на Нахичеван в Азербайджан. До края на 50-те години на XX век тези коне са били използвани за селскостопанска работа като впрегатни коне.
Според спомените на някои ветерани от Башкортостанската кавалерийска дивизия той се отличавал от другите коне с невероятната си издръжливост: когато другите коне губели сили и отслабвали от глад, той оставал бодър, не се страхувал от екцплозиите, лягал на земята или се укривал в техните ями. Керч също се отличавал с твърд характер и разпознавал само един стопанин. Керч показва разликата си от братята си не само в битките: като приема храна само след като коневъдът го почерпи със захар. По време на едно сражение конят се увлича и попада зад немските бойни линии. Един офицер го яхва, но той на висока скорост го понася при своите, и го отнася направо в плен.
Незабравилите подвизите на Керч жители на родното му село му въздигат паметнк на 11 юни 2023 г. Скулптор е заслужилият деец на науката и технологиите на Татарстан Илдус Закиров. Пак в родното село на Керч има установна паметна плоча с текст „Ще ме запомнят, защото посветих живота си на хората“, в превод от башкирски език това е смисълът на поетичния текст под знака.
В памет на коня е написана пиесата в четири акта „История Башкирской лошади“.